# Orsós Zsuzsanna
Orsós Zsuzsanna (Paks, 1974. március 3. –) magyar biológus, egyetemi oktató a Pécsi Tudományegyetemen, cigány aktivista. Az ország első cigány PhD-hallgató MTA-ösztöndíjasa volt.

## Életútja
Egy Tolna megyei beás cigány család hetedik, legkisebb gyermekeként született és szegényes körülmények között nőtt fel Németkéren. Édesanyja szőlészetben dolgozott, édesapja a Paksi Atomerőműben volt segédmunkás. Általános iskolát Németkéren fejezte be, majd érettségi bizonyítványát 1992-ben Pécsen a Hevesy György Műszaki Szakközépiskolában szerezte meg.
1994-től vegyipari technikusként dolgozott a Pécsi Orvostudományi Egyetem Közegészségtani Intézetében. Öt év laborasszisztensi munka után határozta el, hogy továbbtanul a Szegedi József Attila Tudományegyetem Természettudományi Karának biológus szakán. Az egyetemet 2005-ben – anyagi okok miatt – Pécsen fejezte be.
2005-ben felvételizett a Pécsi Tudományegyetem Orvostudományi Karának doktori iskolájába, ahol nappali tagozatos PhD-hallgató lett. A kutatási témája a roma populáció genetikai érzékenysége a daganatok kialakulásával kapcsolatban. 
2005 végén a Magyar Tudományos Akadémia által az abban az évben alapított Roma Ösztöndíjat – melyet a doktori képzésben részt vevő roma diplomások számára írtak ki – az országban elsőként és egyetlenként ő nyerte el. 
Doktori disszertációját a "Karcinogenezisben szerepet játszó allélpolimorfizmusok a magyarországi roma populációban" címmel 2013-ban védte meg.
Diplomája megszerzése, 2010 óta a Pécsi Tudományegyetem Általános Orvostudományi Karának Orvosi Népegészségtani Intézetében dolgozik, egyetemi adjunktus, orvosokat, gyógyszerészeket és fogorvosokat tanít. Tantárgyai a betegségmegelőzés és az epidemiológia. Kutatói érdeklődése továbbra is a hazai cigány lakosság egészségi állapotát befolyásoló tényezőkre koncentrál.
2014-ben a Nemzeti Kiválóság Program keretében kutatási ösztöndíjat nyert, melyben a pécsi Gandhi Gimnázium és az alsószentmártoni Tan Kapuja Gimnázium diákjai körében végzett felmérést az egészséggel kapcsolatos tudás és attitűdök tekintetében, feltételezve azt, hogy a cigány közösségekben tapasztalható jóval magasabb megbetegedési arány, illetve halálozás hátterében valószínűleg az életmódi tényezők, mint pl. dohányzás, a táplálkozás, az alkoholfogyasztás, a szexuális magatartás, a drogok, a stressz és a nem megfelelő egészségmagatartás áll.
Véleménye szerint az egészségfejlesztésnek minél fiatalabb korban meg kell történnie, amikor még könnyebben sajátítanak el új szokásokat a gyerekek. Általánosságban elmondható, hogy a hátrányos helyzetű gyerekek az átlag populációnál jóval kevesebbet tud a kockázatok valós hatásáról, súlyáról a betegségek kialakulásában. Orsós magánemberként és szakemberként is élete egyik legfontosabb céljának tekinti, hogy tudásával segítse a hátrányos helyzetűek egészséggel kapcsolatos ismeretbővítését, attitűdjének pozitív változását. Meggyőződése, hogy a cigányság helyzetének javulása az iskolapadban dől el. Változás csak akkor fog történni, ha a romák képzettsége, iskolai végzettsége, tudása egyre nagyobb mértékben emelkedik. E nélkül nem várható valós és jelentős javulás, hiszen iskolai végzettség nélkül beszűkülnek a lehetőségek. Fontosnak tartja a felelős szerepvállalást, mely alatt többek közt azt is érti, hogy a gyermekvállalás ne legyen oka a korai iskolaelhagyásnak.
Amikor teheti, elfogadja a megkereséseket, hiszen így minél több embernek mondhatja el személyes tapasztalatai alapján, hogy a tanulás mennyire képes megváltoztatni a helyzetüket. Előadásaiban mindig hangsúlyozza, hogy hosszú távon az egészségünk is függ az iskolázottságtól. Őszintén kimondja, hogy mindenki felelős a saját sorsáért, és tenni kell azért, hogy változás történjen. Ő maga is példa arra, hogy akár analfabéta szülők gyermekeként is el lehet jutni a doktori fokozatig. 
Szakértőként vesz részt az “Egészségtudatosság fejlesztése a 7-18 éves korosztályban” c. kiemelt EFOP projektben, melynek szakmai vezetője az Nemzeti Népegészségügyi Központ.
2017 óta a Bogdán János Alapítvány elnöke, mely alapítványnak elsődleges célja a hátrányos helyzetű gyermekek oktatásának és motiváltságának fejlesztése, segítése.
Számos hazai és nemzetközi konferencián vett részt. Fontosnak tartja a nem cigány lakosság érzékenyítését is. Ennek okán a munkahelyén a leendő orvosoknak is tart előadásokat fakultatív és PhD-kurzus keretében is a hazai cigány lakosság kultúrájáról, kutatásai eredményéről és a tapasztalatairól is.
Férje dr. Kiss István kutatóorvos, a PTE Népegészségügyi Intézetének vezetője. Egy lányuk született.

## Könyvek, melyben szerepel
- Korniss Péter - Závada Pál: Egy sor cigány - Huszonnégy mai magyar. Corvina Kiadó Kft, 2011.[10] [11]
- Fodor Marcsi, Neset Adrienn: 50 elszánt magyar nő. Bookline könyvek Kiadó, 2018.[12]

## Tévéműsorok, melyben szerepelt
- Életkerék Duna Tv Nemzetiségi műsora[13]
- Nem adom fel – beszélgetés Kadarkai Endrével[14]
- Romák a fókuszban – Sansz - 9.tv[15]
- Pécsi Roma Arcképcsarnok - Cigánysorsok, cigányutak[16]

## Interjúk
Na ezért nem tudnak tömegek kilépni a szegénység körforgásából Magyarországon - 2021. június 3., Pénzcentrum

## Díjak, elismerések
- 2016: Fodor József-díj a Magyar Higiénikus Társaság nagydíja
- 2016: Aranypánt díj jelöltje[17]
- 2017: Az Amerikai Nagykövetség International Visitor Leadership Program (Marginalized Populations and Health Care) programjának nyertese. (3 hét szakmai gyakorlat az Amerikai Egyesült Államokban)
- 2017: Magyar példaképek, akik jobbá tették számunkra a világot 2017-ben[18] (Nők Lapja Café válogatása)
- 2019: Leginspirálóbb nő (amerikai nagykövetség)[19]
- 2019: Generációkért díj (a hazai cigány érdekvédelmi szervezetek képviselőitől).
- 2020: Magyar Arany Érdemkereszt[1]

Számos alkalommal szerepelt a médiában, újságokban. Több válogatásba bekerült, többek közt a National Geographic női különszámába 2019 novemberében.

## Publikációk
- István Kiss, Árpád Németh, Barna Bogner, Gábor Pajkos, Zsuzsa Orsós, János Sándor, András Csejtey, Zsolt Faluhelyi, Imre Rodler and István Ember Polymorphisms of glutathione-S-transferase and arylamine N-acetyltransferase enzymes and susceptibility to colorectal cancer Anticancer Research. 2004.
- Kiss István, Béres Judit, Orsós Zsuzsa, Sándor János, Ember István: Daganatok iránti egyéni érzékenységet befolyásoló allélpolimorfizmusok vizsgálata magyarországi roma populációban. Magyar Epidemiológia. 2004.
- J. Béres, I. Kiss, Zs. Orsós, E. Rusvai, V. Karcagi: The molecular epidemiology of the most frequent genetic diseases of Gypsy population in the Eastern region of Hungary.
- Zs. Orsós, J. Béres, J. Sándor, I. Ember, I. Kiss: Allelic polymorphisms of metabolizing enzymes in hungarian roma population. Anticancer Research.
- I. Kiss, Zs. Orsós, A. Csejtey, R. Schnábel, Zs. Faluhelyi, B. Bogner, J. Sándor, Á. Németh, I. Ember: Allelic polymorphisms of metabolizing enzymes modify therisk of colorectal cancer. Anticancer Research.
- T. Varga, Zs. Orsós, Zs. Faluhelyi, A. Csejtey, I. Ember, I. Kiss: Effect of allelic polymorphysm of p53 tumor suppressor gene and vitamin-D receptor geneon individual susceptibility to breast cancer. Anticancer Research.
- Gy. Czakó, M. Varga, Zs. Orsós, Cs. Varga, I. Ember, I. Kiss Effect of plant extract on the expression of oncosuppressor genes in mice. Anticancer Research.
- F.T. Molnár, I. Kiss, Zs. Faluhelyi, Zs. Orsós, L. Bujdosó: Oncogene and tumor suppressor gene expression in different tissues of lungcancer patients. Hungarian Epidemiology.
- Gy. Czakó, M. Varga, Zs. Orsós, I. Kiss: In vivo gene expression effects of plant extract in mice. Hungarian Epidemiology.
- Orsós Zs., Béres J., Sándor J., Ember I., Kiss I.: Metabolizáló enzimek allélpolimorfizmusai magyarországi roma populációban. XIII. Népegészségügyi Tudományos Társaság Kongresszusa Szekszárd, 2004. május 2.
- Varga T., Orsós Zs., Faluhelyi Zs., Csejtey A., Ember I. Kiss I.: A p53 tumor szuppresszor gén és a D-vitamin receptor génallélpolimorfizmusainak hatása az emlőrák iránti egyéni érzékenységre. XIII. Népegészségügyi Tudományos Társaság Kongresszusa Szekszárd, 2004. május 3.
- Orsós Zs., Varjas T., Szabó L., Merényiné Dombi Zs., EmberI., Kiss I.: Flavin-7 hatása onko/tumorszuppresszor gének expressziójára egerekben. Magyar Epidemiológia. 2005.
- Herczeg M., Brunner Zs., Szanyi I., Kiss I., Orsós Zs., Zólyomi A., Csontos Zs., Molnár K., Gergely P., Kádár B., Ember I.: Stimulin-BLT fantázianevű készítmény állatkísérletes vizsgálata. Magyar Epidemiológia. 2005.
- Gergely P., Kádár B., Ember Á., Nádasi E., Varjas T., Orsós Zs., Szanyi I., Kiss I.: Flavin-7 állatkísérletes vizsgálata különös tekintettel kulcs onko- és szuppresszorgének expressziójára. 97 Magyar Epidemiológia. 2005.
- Varjas T., Nowrasteh G., Orsós Zs., Kiss I., Ember I.: Természetes eredetű kivonatok hatása a tumorgenezisben. VI. Magyar Genetikai Kongresszus. XIII. Sejt -és Fejlődésbiológiai Napok. Eger. 2005. április 10-12.

## Doktori (PhD) értekezés
Karcinogenezisben szerepet játszó allélpolimorfizmusok a magyarországi roma populációban